# Aoife Hoey
Aoife Hoey (ur. 6 września 1983 w Portarlington) – irlandzka bobsleistka i lekkoatletka, uczestniczka Zimowych Igrzysk Olimpijskich 2010 w Vancouver, mistrzyni Irlandii w trójskoku z 2005 roku.
W lutym 2005 zajęła 22. miejsce w dwójkach kobiet w ramach bobslejowych mistrzostw świata w Calgary. W zawodach wystartowała wraz z Siobán Hoey. W tym samym roku została mistrzynią Irlandii w trójskoku. Uzyskała wówczas wynik 11,73 metra.
W 2010 roku wzięła udział w zimowych igrzyskach olimpijskich. Podczas ceremonii otwarcia igrzysk pełniła funkcję chorążego reprezentacji Irlandii. Wraz z Claire Bergin uplasowała się na 17. miejscu w konkursie kobiecych dwójek.

## Osiągnięcia

### Igrzyska olimpijskie
| Igrzyska        | Konkurencja   | Czas    | Wynik | Zwycięzca                        |
| --------------- | ------------- | ------- | ----- | -------------------------------- |
| 2010, Vancouver | Dwójki kobiet | 3:38,84 | 17.   | Kaillie Humphries, Heather Moyse |

### Mistrzostwa świata
| Mistrzostwa   | Konkurencja   | Czas    | Wynik | Zwycięzca                            |
| ------------- | ------------- | ------- | ----- | ------------------------------------ |
| 2005, Calgary | Dwójki kobiet | 2:52,16 | 22.   | Sandra Kiriasis Anja Schneiderheinze |